# Carla Braan
Cornelia Margreta Maria (Carla) Braan (Volendam, 23 juli 1961 – Christchurch, 23 april 2016) was een Nederlands turnster.

## Biografie
Braan nam op 14-jarige leeftijd deel aan de Olympische Zomerspelen 1976 in Montreal. Met de Nederlandse turnploeg eindigde ze als elfde in het landenklassement. Individueel eindigde ze op de 76e plaats. Braan emigreerde na haar carrière naar Nieuw-Zeeland. Ze overleed in 2016 op 54-jarige leeftijd aan de gevolgen van kanker.